# Vesicularia ischyropteris
Vesicularia ischyropteris är en bladmossart som beskrevs av C. Müller in Brotherus 1908. Vesicularia ischyropteris ingår i släktet Vesicularia och familjen Hypnaceae. Inga underarter finns listade i Catalogue of Life.